# Martin Eigler (Regisseur)
Martin Eigler (* 1964 in Köln) ist ein deutscher Regisseur und Drehbuchautor.

## Leben
Martin Eigler stammt ursprünglich aus Essen und studierte von 1985 bis 1991 Germanistik, Theaterwissenschaft und Philosophie an der Freien Universität Berlin. Während dieser Zeit realisierte er No-Budget-Filmprojekte. Von 1992 bis 2000 studierte er an der Deutschen Film- und Fernsehakademie Berlin im Fachbereich Regie. Um sein Regiestudium zu finanzieren, war er in dieser Zeit auch als freier TV-Autor für RTL-Regional NRW, arte, SFB und ORB tätig. Seit 1993 inszenierte er mehrere Kurzfilme, wobei vor allem sein Halbstünder „Fünf Minuten Ikarus“ auf Festivals für Aufsehen sorgte.
1999 inszenierte er als Abschlussfilm an der dffb den Kinofilm „Freunde“ den er zusammen mit Sönke Lars Neuwöhner auch schrieb. 
In den Hauptrollen waren Christiane Paul, Benno Fürmann und Erdal Yildiz zu sehen.
Benno Fürmann erhielt für seine Leistung im Jahr 2000 den Bayerischen Filmpreis. Die Produktion realisierte die moneypenny Filmproduktion als Kino-Coproduktion mit dem ZDF  Das kleine Fernsehspiel. 
Im Frühjahr 2001 wurde „Freunde“ in den deutschen Kinos gezeigt.
Eigler ist Mitglied von plotpower, einer Gruppe von Drehbuchautoren und Regisseuren. Unter anderem schrieb und entwickelte er mit Sven S. Poser die Reihen Solo für Schwarz und Stralsund, die er als Regisseur dann auch inszenierte. Außerdem realisierte er mehrere Fernsehfilme für das ZDF und die Reihe Tatort.

## Filmografie (Auszug)
- 1997: Fünf Minuten Ikarus
- 2000: Freunde
- 2001: Tatort: Gewaltfieber (Fernsehreihe)
- 2002: Tatort: Schützlinge
- 2003: Tod im Park
- 2004: Tatort: Gefährliches Schweigen
- 2005: Solo für Schwarz – Tod im See
- 2006: Allein gegen die Angst
- 2006: Solo für Schwarz – Der Tod kommt zurück
- 2006: Tatort: Blutdiamanten
- 2007: Solo für Schwarz – Tödliche Blicke
- 2007: Der falsche Tod
- 2008: Tatort: Schatten der Angst
- ab 2009: Stralsund
  - 2009: Mörderische Verfolgung
  - 2010: Außer Kontrolle
  - 2012: Blutige Fährte
  - 2013: Tödliches Versprechen
  - 2013: Freier Fall
  - 2015: Morgen hör ich auf
  - 2015: Kreuzfeuer (Drehbuch)
  - 2015: Es ist nie vorbei (Drehbuch)
  - 2015: Der Anschlag (Drehbuch)
  - 2017: Kein Weg zurück (Drehbuch)
  - 2018: Das Phantom (Drehbuch)
  - 2022: Die rote Linie
- 2010: Tatort: Blutgeld
- 2011: Ein mörderisches Geschäft
- 2014: Tatort: Freigang
- 2014: Morgen hör ich auf
- 2017: Tatort: Sturm (Drehbuch)
- 2018: Tatort: Der Mann, der lügt
- 2021: Tatort: Der böse König
- 2022: Tatort: Gier und Angst
- 2024: Tatort: Zerrissen
- 2024: Tatort: Dein gutes Recht
- 2024: Die Verteidigerin - Der Fall Belling

## Serien
- 2001: Der Fahnder
- 2003: SOKO Köln
- 2009: Kommissar Stolberg
- 2013: SOKO – Der Prozess
- 2016: Morgen hör ich auf

## Auszeichnungen
- 2000: Bayerischer Filmpreis: Benno Fürmann Bester Darsteller in Freunde
- 2001: Nominierung Deutscher Fernsehpreis für  Der Fahnder
- 2006: Nominierung Deutscher Fernsehpreis  für Harald Schrott Bester Schauspieler Fernsehfilm in Allein gegen die Angst
- 2006: Nominierung Deutscher Fernsehpreis für Jan-Gregor Kremp Bester Schauspieler Nebenrolle   in Allein gegen die Angst
- 2007: Nominierung Deutscher Fernsehpreis  Bester Schauspieler Friedrich von Thun in  Der falsche Tod
- 2017: Goldene Kamera für Morgen hör ich auf
- 2017: Bayerischer Fernsehpreis mit Sönke Lars Neuwöhner und Sven S. Poser, als Autoren der Fernsehserie Morgen hör ich auf (ZDF)
- 2017: Nominierung Grimme-Preis für Morgen hör ich auf
- 2018: Nominierung Rheingold Publikumspreis für Tatort: Der Mann, der lügt
- 2019: Nominierung Grimme-Preis für Tatort: Der Mann, der lügt
- 2024: Nominierung Rheingold Publikumspreis für Tatort: Dein gutes Recht